# Vertamboz
Vertamboz è un comune francese di 87 abitanti (al 1º gennaio 2022), situato nel dipartimento del Giura nella regione della Borgogna-Franca Contea.

## Società

### Evoluzione demografica
Abitanti censiti